# Erika Budai
Erika Budai (Tienen, 12 augustus 1966) is een Belgische pianiste, zangeres, koordirigente, componiste en muziekpedagoog. De meeste van haar werken zijn koor- en kamermuziek. 

## Levensloop
Erika Budai is de dochter van Hongaarse ouders. Haar moeder studeerde enkele jaren piano en zong in het jeugdradiokoor onder leiding van Zoltàn Kodàly. Haar vader zou operazanger worden, maar kon zijn droom niet verwezenlijken door de Eerste Wereldoorlog. Reeds als kind kwam Budai in aanraking met muziek. Haar ouders lieten vaak muziek horen en zongen volksliederen en fragmenten uit Italiaanse opera's. Net als haar oudere zus en jongere broer zong ze in het kinderkoor van Tienen, dat opgericht was door de parochiepriester Eerwaarde Heer Vander Velpen. Haar moeder leerde Budai piano spelen.
Aan de Muziekacademie van Tienen studeerde Budai notenleer en harmonie bij Ludo Hulshagen, viool bij Yvonne Dispa en piano bij Thérèse Wagemans. Op haar achttiende behaalde ze voor piano de Gouden Stadsmedaille van Tienen en de Zilveren Regeringsmedaille met Grootste Onderscheiding. Budai zette haar muziekopleiding verder aan het Lemmensinstituut te Leuven. Daar studeerde ze piano bij Levente Kende. Als optie deed ze zang bij Dina Grossberger en dwarsfluit bij Carl Lenski. Het was tijdens haar jaren aan het Lemmensinstituut dat ze haar eerste composities, voornamelijk koormuziek, schreef. In 1986 trad Budai toe tot de Belgische auteursvereniging SABAM als componist en auteur. 
In 1990 startte Budai aan het Koninklijk Conservatorium van Brussel. Daar studeerde ze harmonie, pedagogie notenleer en muziekgeschiedenis bij Marcel De Jonghe, elektronische muziek bij Eric Feremans en filmmuziek bij Christian Rothe, een filmmuziekcomponist uit Hollywood. In 1992 en 1993 was Budai tweemaal op rij laureaat van de wedstrijd ‘Jonge Componisten’ in Brussel. Eén van de juryleden, Piet Swerts, stelde voor om bij hem compositie te gaan studeren. Budai ging dus terug naar het Lemmensinstituut waar ze muziekcompositie en orkestratie studeerde bij Swerts en Kurt Bikkembergs, en contrapunt en fuga bij Ludo Claesen. Tegelijk gaf Budai les aan verschillende muziekacademies.
Via componist Vic Nees verwierf Budai een studiebeurs, uitgereikt door de A. Töpfer-Stiftung. De studiebeurs gaf haar in 1996 de mogelijkheid om masterclasses compositie te volgen te Darmstadt bij onder meer Karl-Heinz Stockhausen, Wolfgang Rihm en Brian Fernehaugh. Ze volgde nadien nog verschillende masterclasses in het internationale koor van de Britse dirigent Timothy Brown.  

## Muzikale carrière
Budai's eerste pianokwartet 'Male Cocktail' ging in wereldpremière in het Béla Bartók-huis te Budapest. Als componist schreef ze heel wat werken in opdracht van onder andere het Vlaams Radiokoor (onder leiding van Vic Nees en Johan Duijck), het Leuvens Universitair Koor en het Festival van Vlaanderen. In het lichtere genre schreef Budai voor onder meer Jo Lemaire, Johan Verminnen en Voice Male. Budai had in 2018 een 160-tal composities op haar naam staan, waarvan het merendeel koor- en kamermuziek.  Haar werken worden voornamelijk uitgegeven bij Euprint, First Class Projects en Intrada.
Budai was van 1999 tot 2004 koordirigent in Berlijn en Pontmain als medewerker van de Antwerpse concertvereniging Crescendo. Sinds 1998 was ze verschillende keren jurylid op het Internationale Festival voor de Jeugd te Neerpelt en op provinciale koor- en compositiewedstrijden. Sinds 2009 jureert ze ook op internationale muziekwedstrijden te Lecco, Bratislava en Split. 
In februari 2012 werd Budai lid van de Raad van Bestuur van het Béla Bartók-archief aan de Koninklijke Albertina-bibliotheek te Brussel. Daarnaast geeft ze harmonieleer en muziekcompositie aan het Stedelijk Conservatorium van Leuven. Sinds 2006 organiseert ze daar het componistenplatform De Kleine Amadeus om talentvolle studenten de kans te geven om hun composities te brengen. 

## Werken (selectie)

### Vocale werken
- Missa Paschalis voor vierstemmig gemengd koor (1986)
- De bello Gallico voor drie- of vierstemmig koor (1990)
- The chocolate factory voor drie- of vierstemmig koor (1991)
- Psalm of the day voor vierstemmig herenkoor (2001)
- Het glazen narrenschip voor vierstemmig gemengd koor (2001)
- Opus Dei voor vierstemmig gemengd koor (2001)
- Mystica, 7-delige suite voor drie- tot zevenstemmig dameskoor (2002)
- Les sirènes voor driestemmig koor (2005)
- Gaudeamus voor vierstemmig gemengd koor en sopraansolo (2007)
- Hodie Christus natus est voor vierstemmig gemengd koor (2010)
- Do not stand at my grave and weep voor gemengd of vrouwenkoor (2013)
- May Flower voor vierstemmig gemengd koor (2013)
- This little Rose voor gemengd koor (2015)

### Vocaal-instrumentale werken
- Zigeunerlieder voor vierstemmig gemengd of vrouwenkoor en piano (1993)
- Regenboog van goud, 6 liederen voor kinder- en jeugdkoor met pianobegeleiding (1997-1999)
- Carolus Imperator voor vierstemmig koor en Orff-instrumentarium (1998)
- Stabat mater voor vierstemmig gemengd koor en strijkorkest of orgel (1999)
- Sounds of Earth, cantate voor bas solo, gemengd koor, piano en slagwerk (2003)
- Dichtermut voor stem en piano (2005)
- The Dark Lady, cantate voor vrouwenkoor en blokfluitkwintet (2006)
- Hymn to Music, cantate voor gemengd koor, vrouwenkoor, kinderkoor en piano (2015)

### Instrumentale werken
- Strijkkwartet nr. 1 (1996, revisie 2002)
- Mauve-ments voor dwarsfluit en piano (1997)
- Pianokwartet nr. 1 “Male Cocktail” (1998)
- Radio Klara voor orkest (2000)
- Excellentia voor piano (2000)
- Harpsichord voor harp (2004)
- King's Parade voor piano (2013)
- Singing Bells voor beiaard (2017)

### Elektronische muziek
- The secret garden (1991)
- Melancholic dream (1992)
- Space (1992)

## Discografie
| Jaar         | Titel                                                   | Uitvoerders                                               |
| ------------ | ------------------------------------------------------- | --------------------------------------------------------- |
| 2000         | Koor van het jaar 1999-2000                             | Koorfederatie Vlaanderen                                  |
| 2001         | Contemporary Flemish Composers                          | Piano Quartet Marcato                                     |
| 2001         | Dreaming                                                | Haags Kinderkoor, Zoetemeers Kinderkoor & Haags Jeugdkoor |
| 2005         | Laudate                                                 | Farnham Youth Choir                                       |
| 2018         | Parels - Eigentijdse koormuziek van Vlaamse componisten | Makeblijde & De Minnezangers                              |
| zonder datum | Radio 3 - 20 jaar koorleven in Vlaanderen               | Diverse uitvoerders                                       |